# 土耳其安哥拉貓

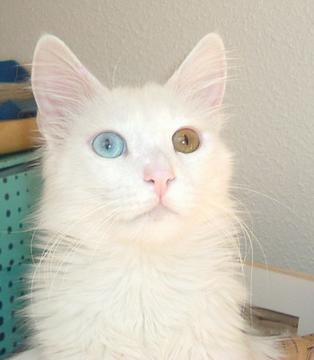
一隻虹膜異色症的土耳其安哥拉貓

土耳其安哥拉貓，是長毛貓的一種，起源于15世紀，在波斯貓風行之前，該貓一直是最受歡迎的貓的品種。現在，這種貓的數量已經出現減少。土耳其安哥拉貓的傳統顏色為白色，但現在毛色已明顯多樣化。

## 相关传说
在土耳其民间传说中，土耳其国父凯末尔逝世后将转世为一只聋耳的白色安哥拉猫。